# 大山崎ジャンクション
大山崎ジャンクション（おおやまざきジャンクション）は、京都府乙訓郡大山崎町円明寺にある名神高速道路、京滋バイパスおよび京都縦貫自動車道のジャンクション (JCT) である。

## 概要

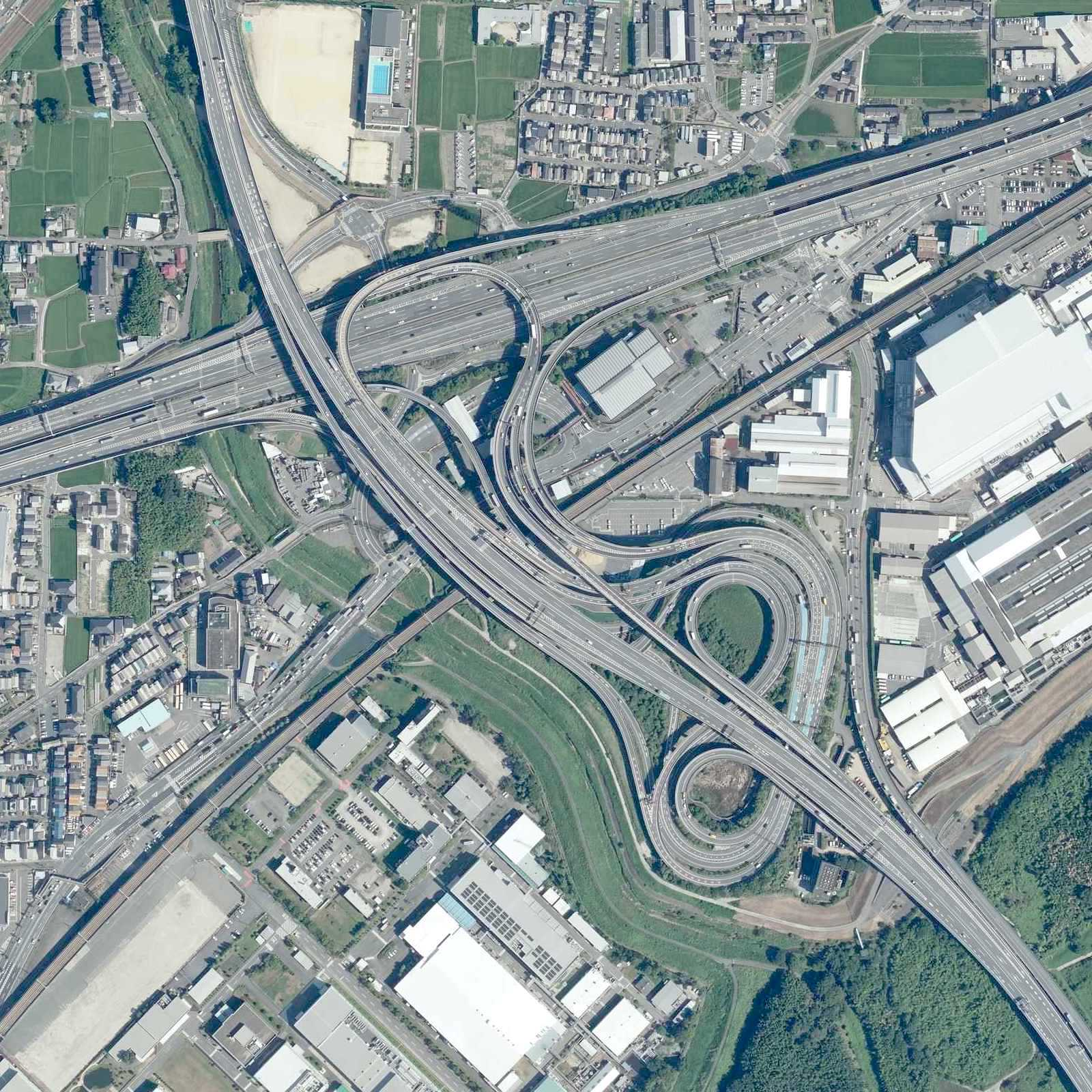
大山崎ジャンクションの空中写真（2020年8月撮影）

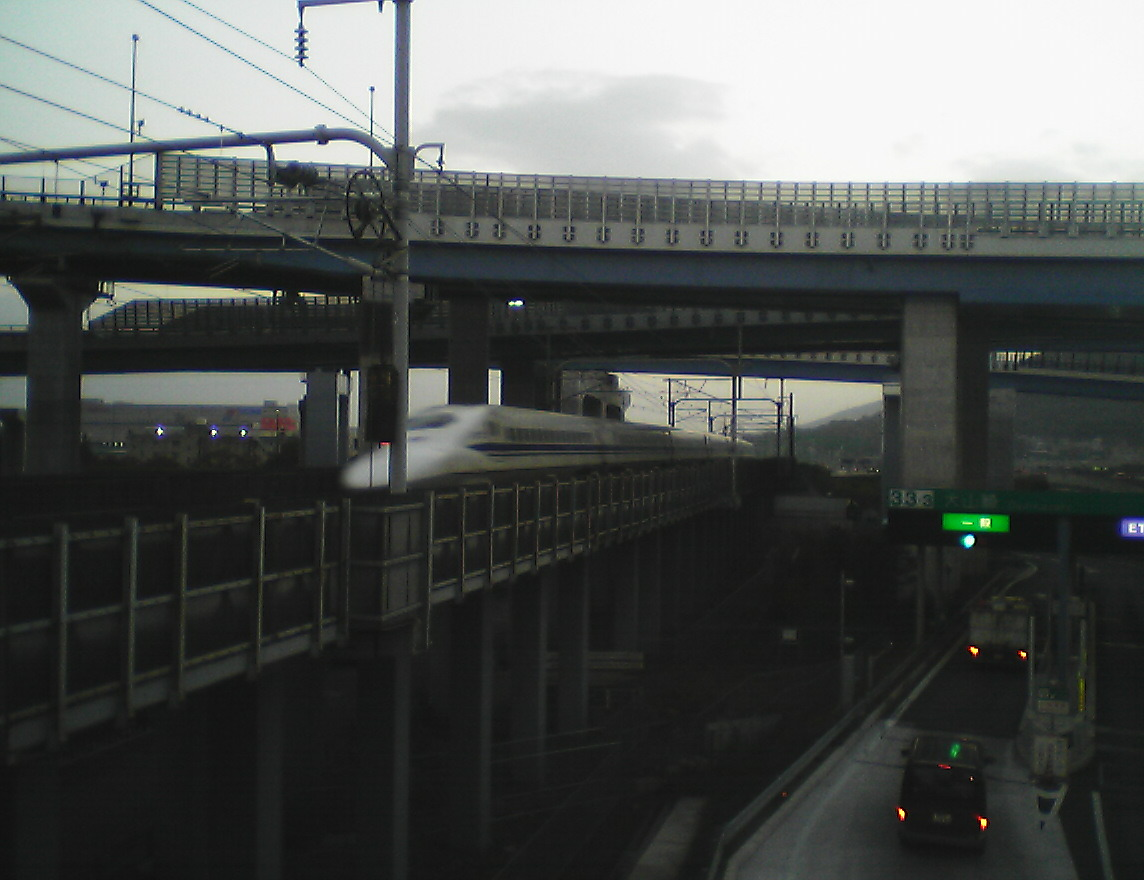
東海道新幹線が高速道路の下を潜る

名神高速道路の高槻JCT/IC  (JCT/IC)から大山崎バスストップ(BS)に至る天王山トンネル区間は、左ルートと右ルートに分岐しており、当JCTは左ルートからしか利用が出来ない。また、大山崎インターチェンジが併設されている。
京滋バイパス開通に際して、以前から存在した大山崎BSを挟む形で建設されたため、名神高速道路の左ルートのみにバス停留所が併設されていて、名神高速道路の右ルート、京滋バイパス、京都縦貫道にはバス停留所がない。
名神高速道路（大阪方面）から京滋バイパスへ分岐するランプウェイの線形は比較的簡単であるが、これ以外の方向は複数の分岐と合流があり複雑である。
京滋バイパスから名神高速道路（大阪方面）へ流入する場合、京都縦貫道が接続する前は大津・大山崎出口方面との分岐後は、左車線走行であったが、接続後は左に分岐が必要となった。
限られたエリアにフルセットのJCTとICを後付で作っているため、小半径の急カーブや走行ラインがクロス交差する箇所もある。
当JCTとICは東海道新幹線の上を跨ぎ下を潜る形になっている。
京都縦貫道との接続により、宮津天橋立方面へのアクセスが大きく改善された。

## 歴史
- 2003年（平成15年）
  - 8月10日 : 京滋バイパスの久御山JCT - 当JCTの開通に伴い供用開始[1]。
  - 12月24日 : 当JCTに併設する大山崎ICが供用開始。
- 2013年（平成25年）4月21日 : 京都縦貫道の沓掛IC - 当JCTが開通する[2]。

## 接続する道路
- E1 名神高速道路
- E88 京滋バイパス
- E9 京都縦貫自動車道

## 位置情報
- 北緯34度54分17.75秒 東経135度41分37.49秒 / 北緯34.9049306度 東経135.6937472度
- 大山崎ジャンクション - 地理院地図
- 京都府乙訓郡大山崎町円明寺 - Google マップ

## 隣
E1 名神高速道路
右ルート
利用不可
左ルート
(33/33-1/33-2) 京都南IC - 桂川PA - (33-3) 大山崎JCT/IC - (11) 高槻JCT/IC - (34) 茨木IC
E88 京滋バイパス（名神高速道路大山崎支線）
(8) 久御山淀IC - (33-3) 大山崎JCT/IC
E9 京都縦貫自動車道（京都第二外環状道路）
(17) 長岡京IC - (33-3) 大山崎JCT